# جويغانغ
جويغانغ (بالصينية: 贵港市) هي مدينة من مدن الصين. يبلغ عدد سكانها 4400000 نسمة حسب إحصائيات سنة 2004. يبلغ ارتفاع المدينة عن سطح البحر قرابة 45 متر. تبلغ مساحتها 10595 كم².